# Rhianinus
Rhianinus är ett släkte av skalbaggar. Rhianinus ingår i familjen vivlar.
Kladogram enligt Catalogue of Life:
| Rhianinus | \| \| Rhianinus carinirostris \| \| \| \| \| \| Rhianinus niveiscutum \| \| \| \| |
|           | \| \| Rhianinus carinirostris \| \| \| \| \| \| Rhianinus niveiscutum \| \| \| \| |
|           | Rhianinus carinirostris                                                           |
|           |                                                                                   |
|           | Rhianinus niveiscutum                                                             |
|           |                                                                                   |